# Florence Thinard
Florence Thinard, née en 1962 à Royan, est une journaliste et autrice française de littérature jeunesse.

## Biographie

### Enfance et formation
Florence Thinard nait en 1962 à Royan, en bord de mer. Elle s’installe ensuite à Paris où elle obtient des diplômes d’histoire, de sciences politiques et de relations internationales. Elle se forme également au journalisme. 

### Carrière
Florence Thinard commence par accompagner des groupes de vacanciers dans divers pays, des États-Unis à la Thaïlande. En 1995, elle devient journaliste de presse écrite à Toulouse. Elle dirige la rédaction des Clefs de l'Actualité Junior, chez Milan Presse. Elle décrypte les sujets d’actualités pour la jeunesse. Elle écrit également des documentaires, notamment avec Elisabeth Combre[réf. nécessaire]. Parallèllement, elle se consacre à la fiction pour enfants. Elle reçoit de nombreux prix pour ses romans et documentaires pour la jeunesse. Puis, elle oriente ses écrits vers la botanique et le yoga avec des documentaires écrits pour les éditions Plume de Carotte. Enfin, elle va régulièrement à la rencontre de ses lecteurs,. 

#### Romans
Florence Thinard propose des romans pour les enfants et les adolescents défavorisés ou qui n'ont pas accès à la lecture. En 2014, elle publie Calvalcades. Dans ce roman, les grands-parents de Félix rencontrent des probèmes pour financer leur centre de chevaux. Ils décident d'accueillir quatre adolescents en difficulté.
En 2019, elle publie Le Gang des vieux Schnocks,,. Le livre, une comédie intergénérationnelle et anticonformiste, remporte le prix 12/14 de l’édition 2019 de la Foire du livre de Brive-la-Gaillarde. 

### Vie privée
Florence Thinard vit à Toulouse,. 

## Publications
- Une gauloise dans le garage à vélo, Paris, les Incorruptibles, 2004
- Entre chien et loup, Paris, les Incorruptibles, 2006
- Encore heureux qu'il ait fait beau, Paris, les Incorruptibles, 2013 (ISBN 978-2-7511-0459-6)
- Le jour des poules, Paris, Thierry Magnier, 2013
- Cavalcades, Paris, Thierry Magnier, 2014
- Dans la gueule du loup, Paris, Thierry Magnier, 2017
- Totem : 5 tomes, Paris, Thierry Magnier, 2017
- Chat va barder, Paris, Thierry Magnier, 2017
- Le Gang des vieux Schnocks, Paris, Gallimard, 2019 (ISBN 978-2-07-511893-4)
- La Reine Soleil, Paris, Thierry Magnier,, 2022 (ISBN 979-10-352-0526-3)